# Lego Island Xtreme Stunts
LEGO Island Xtreme Stunts é um jogo de computador lançado em 2002, desenvolvido pela Silicon Dreams e distribuído pela LEGO Software, para a plataforma PC.
Constitui-se numa sequência de LEGO Island e LEGO Island 2, com alguns personagens novos, em adição a outros, anteriores.

## Características
- Faixa etária: 3+
- Número máximo de jogadores: 1
- Jogável em rede: Não
- Gênero: Simulação
- Desenvolvedor: Silicon Dreams
- Editor: LEGO Software